# Burg Oppenweiler II
Die Burg Oppenweiler II war eine mittelalterliche Burganlage in Oppenweiler, einer Gemeinde im baden-württembergischen Rems-Murr-Kreis. Über die Geschichte der Burg ist nicht mehr viel bekannt. Wahrscheinlich wurde sie früh aufgegeben und durch die Wasserburg Oppenweiler ersetzt.

## Lage und Geschichte

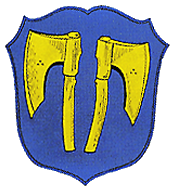
Wappen der Sturmfeder von Oppenweiler

Schriftliche Quellen über die Anlage sind nicht bekannt. Nach einer alten Sage befand sich die Burg unmittelbar östlich der Jakobuskirche an der Stelle des heutigen Kriegerdenkmals. Der Burgstall liegt etwa 130 Meter südwestlich des Schlosses Oppenweiler und ist ein unscheinbarer, von Büschen und Bäumen bewachsener Hügel. Lediglich auf LIDAR-Bildern ist der Hügel gut erkennbar. Überreste der Anlage sind oberirdisch nicht mehr sichtbar.
Als Erbauer der Burg könnten Angehörige der Familie Sturmfeder in Frage kommen: 1262 ist es mit Burkhard Sturmfeder erstmals urkundlich belegt. 1293 wird ein Burkhard de Oppenwiler erstmals erwähnt. Dieser Sturmfeder war der erste, der sich von Oppenweiler nannte. Die Sturmfeder waren Dienstmänner der Markgrafen von Baden und wurden von diesen als Verwalter nach Oppenweiler geschickt. Das Geschlecht ist im Jahre 1901 im Mannesstamm erloschen. Nachfahren der Sturmfeder nennen sich heute von Bentzel-Sturmfeder-Horneck und sind noch in Oppenweiler ansässig.